# Коммунистическая партия США
Коммунистическая партия Соединённых Штатов Америки (аббр. КП США, англ. The Communist Party of the United States of America, аббр. CPUSA) — политическая партия в США, придерживающаяся марксизма-ленинизма. Основана 31 августа 1919 года. Председатель до 2019 Джон Бачтелл, затем Россана Камброн и Джо Симс. Штаб-квартира расположена в Нью-Йорке.

## История
Возникла в 1919 году в результате объединения коммунистических групп Чарльза Рутенберга и Джона Рида. Видную роль в этом сыграл Яков Голос, позже работавший председателем центральной контрольной комиссии ЦК Компартии США. Все это время находилась под давлением властей, в частности, её коснулись рейды Палмера и первая волна борьбы с «красной угрозой». С 1921 до 1929 год называлась Рабочей партией Америки (англ. Workers Party of America). В первой половине XX века была самой крупной и влиятельной партией коммунистического толка в США, играла важную роль в рабочем движении с 1920-х по 1940-е годы. Ловетт Форт Уайтмен — один из первых афроамериканцев, вступивших в Коммунистическую партию, — стал первым национальным организатором массовой Американского негритянского рабочего конгресса при КП США. В 1939 партия переживала зенит своей популярности, её численность была около 100 тыс. человек. По утверждению Ю. Слёзкина, от 40 до 50 % членов Коммунистической партии, партийных вождей, коммунистических журналистов, теоретиков и организаторов составляли евреи (в основном иммигранты из Восточной Европы).
25-30 % бюджета компартии США составляли субсидии Коминтерна, секретные валютные операции по финансированию осуществлялись по четырём каналам, два из которых замыкались на нью-йоркском офисе фирмы Арманда Хаммера. Наряду с легальными структурами функционировали конспиративные, находившиеся под контролем резидентур ГРУ и ОГПУ/НКВД. Подавляющее большинство американцев, сотрудничавших с советской разведкой, были членами коммунистической партии. Информация об этом стала известна ФБР благодаря добровольным показаниям бывших коммунистов и сотрудников советской разведки Уиттекера Чемберса и Элизабет Бентли, а также расшифровке советских донесений. В июле 1948 года Комиссия по расследованию антиамериканской деятельности палаты представителей начала публичные слушания по этому вопросу, У. Чамберс и Э. Бентли были в числе главных свидетелей.
В 1948—1951 более 140 лидеров и рядовых членов Коммунистической партии были привлечены к суду по обвинению в нарушении «Акта Смита» и приговорены к разным срокам тюремного заключения. От коммунистического влияния стало избавляться рабочее движение, в 1949—1950 годах Конгресс производственных профсоюзов исключил 11 профсоюзов, которые контролировались компартией.
С 1950-х годов усилиями маккартистов и в ходе второй волны борьбы с «красной угрозой» внутренняя структура и стабильность партии начала разваливаться. Партия стала объектом преследования в рамках секретной программы ФБР COINTELPRO. Некоторые её члены, не угодившие за решётку, старались тихо раствориться в обществе и принять более лояльную к властям политическую позицию.
В 1960-х партия (лидер Гэс Холл) получила подпитку из числа некоторых пацифистов и «новых левых». Лидеры партии заявили о поддержке Американского движения за гражданские права, его членов и лично Мартина Лютера Кинга.
Финансовая подпитка компартии США из СССР осуществлялась путём передачи связному Джеку Чайлдсу сотрудниками КГБ чемоданов с наличными. Объём советского финансирования постоянно увеличивался, в 1965 году впервые превысил миллион долларов в год, а в 1980 составил 2 миллиона 775 тысяч долларов. Джек Чайлдс и его брат секретарь ЦК КП США по иностранным делам Моррис Чайлдс являлись агентами ФБР, и соответственно информация была известна правительству США.
В конце 1980-х годов партия активно критиковала советскую политику Перестройки, что привело к прекращению её поддержки со стороны КПСС в 1989 году. В 1991 году специальная сессия партии приняла Конвенцию по будущему развитию партии после распада Восточного блока. Одна фракция предлагала отказаться от ленинизма и направить партию в русло демократического социализма, но большинством голосов классическая линия партии была подтверждена. Группировка «отказников» позже вышла из состава партии и основала Комитеты по связям за демократию и социализм.
Официальные печатные органы — Daily Worker (с 1924 года), еженедельник People’s World (1987—1991), литературно-политический журнал The New Masses (1926—1948), ежемесячник The Communist (1927—1946), ежемесячник Political Affairs Magazine (с 1944 года).
Несмотря на декларирование социалистической революции, партия ориентирована на мирный и демократический переход к социалистической системе хозяйствования в США и заявляет об отказе от применения насильственных методов для свержения существующего строя, что прямо противоречит учению К. Маркса.
По мнению российского левого политика Дарьи Митиной (2024): "После ухода тов. Гэса Холла в лучший из миров старейшая Компартия США заразилась оппортунизмом, на сегодняшний день де-факто является клубом ветеранов при Демпартии".

## Программа партии

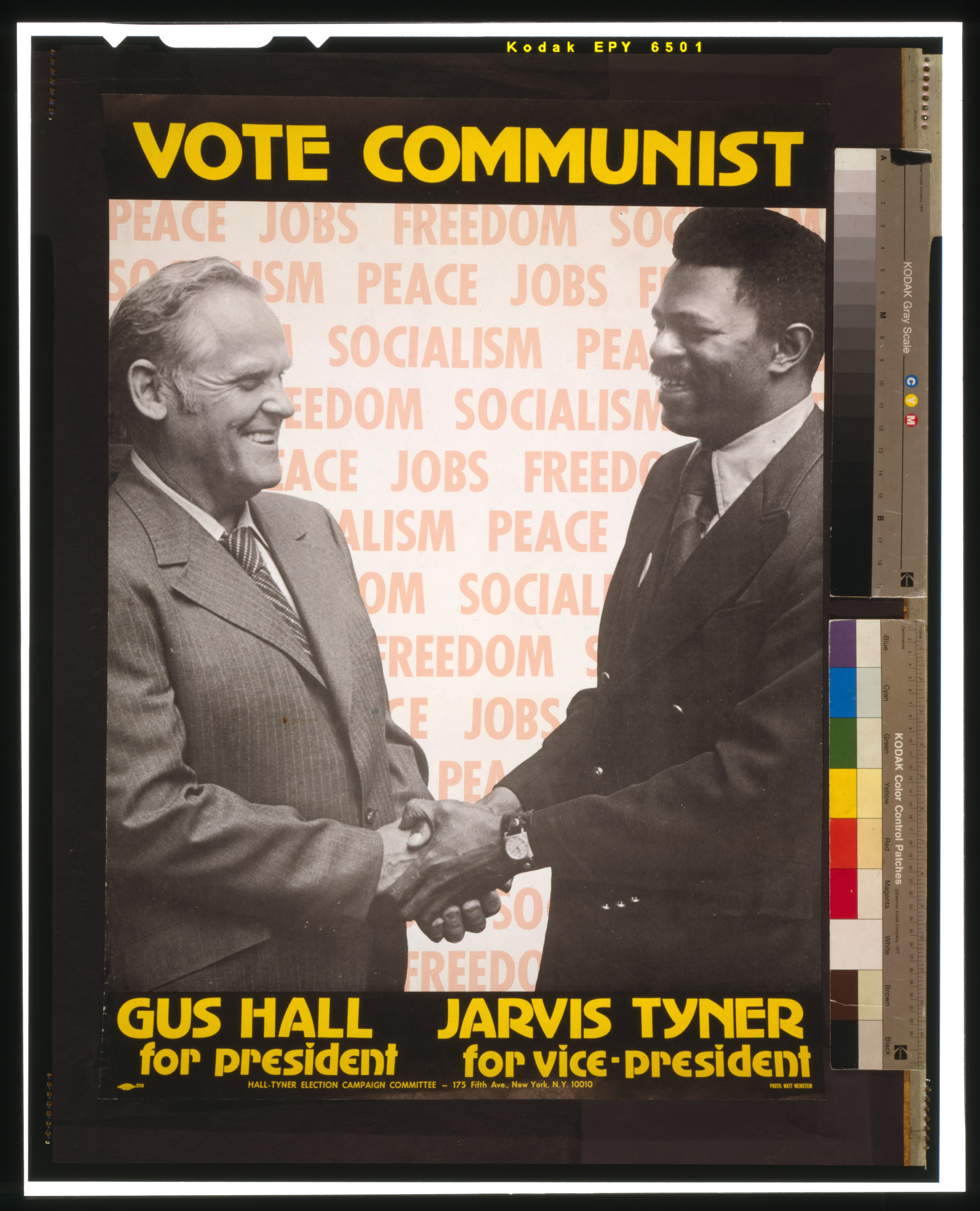
Агитплакат КП США 1975 года, призывающий голосовать за тандем Гэса Холла и Джарвиса Тайнера в президенты и вице-президенты США

Первая программа партии («Манифест левого крыла») была составлена в 1919 г. Бертрамом Вульфом, Луисом Фраиной и Джоном Ридом.
В программе партии по состоянию на 2008 год отмечается, что капитализм посредством СМИ, находящихся в монопольной власти корпораций, использует сексизм, национал-шовинизм, гомофобию, антисемитизм и антикоммунизм с целью разделить рабочий класс и его союзников.
Первый абзац программы партии:

Рабочие всего мира стремятся к жизни без войны, эксплуатации, неравенства, и бедности. Они стремятся построить светлое будущее, основанное на демократии, мире, правосудии, равенстве, сотрудничестве и отвечающее насущным потребностям человека. Это будущее — социализм, система, в которой рабочие управляют своими собственными жизнями и судьбами и вместе строят лучший мир. Коммунистическая партия США посвящена борьбе за социализм в этой стране. Этот документ — программа нашей Партии, утверждение наших целей и задач, а также руководство к действию на пути к Социалистическим Соединённым Штатам Америки.

В ряде пунктов программы партии поднимается тема прав сексуальных и гендерных меньшинств. Как говорится в программе, представители ЛГБТ-сообщества подвергаются дискриминации и часто становятся жертвами преступлений на почве ненависти. ЛГБТ-организации рассматриваются в программе как прогрессивные силы, союзническая роль которых постоянно возрастает. По мнению компартии, ультраправые используют гомофобию и нападки на геев, чтобы внести раскол в оппозицию. Как утверждает программа, с помощью «ложных понятий „морали“ и „семейных ценностей“ правые эксплуатируют гомофобные настроения», пытаясь получить союзников в среде рабочего класса и других социальных слоёв. Подчеркивая, что гомофобия была «главным орудием атаки на демократию во времена маккартизма», программа призывает бороться с нарушениями прав сексуальных и трансгендерных меньшинств.

### Партийные лидеры
Генеральные секретари:
- 1919—1927 — Чарльз Рутенберг
- 1927—1929 — Джей Лавстон
- 1929—1934 — Уильям Фостер
- 1934—1944 — Эрл Браудер
- 1944—1959 — Юджин Деннис
- 1959—1988 — Гэс Холл

Исполнительные вице-председатели:
- 1988—1993 — Фрэнк Гаффни
- 1993—2000 — Джарвис Тайнер

Национальные председатели:
- 1919—1929 — Джеймс Кэннон
- 1929—1959 — Уильям Фостер
- 1959—1961 — Юджин Деннис
- 1961—1964 — Элизабет Флинн
- 1964—1986 — Генри Уинстон
- 1986—2000 — Гэс Холл
- 2000—2014 — Сэм Уэбб
- 2014—2019 — Джон Бачтелл
- 2019 — настоящее время — сопредседатели Джо Симс и Россана Камброн

### Президентские кампании
В 1920-е — 1980-е годы партия выставляла кандидатов на президентских выборах. Лучший результат партия показала на фоне Великой депрессии на Президентских выборах 1932 года, сумев набрать 103 317 голосов избирателей (0,34 % от всех голосов), в остальные годы кандидаты от Компартии США никогда не достигали планки даже в 100 тыс. голосов. 
- 1924 — Уильям Фостер (кандидат на должность вице-президента — Бен Гитлоу), получено 38 669 голосов, 0,13 %;
- 1928 — Уильям Фостер (Бен Гитлоу), получено 48 551 голосов, 0,13 %;
- 1932 — Уильям Фостер (Джеймс Форд), получено рекордное число 103 317 голосов, 0,34 %;
- 1936 — Эрл Браудер (Джеймс Форд), получено 79 315 голосов, 0,25 %;
- 1940 — Эрл Браудер (Джеймс Форд), получено 57 003 голоса, 0,15 %;
- 1948 — кандидата не было, поддерживали кандидата от Прогрессивной партии Генри Уоллеса;
- 1952 — кандидата не было, поддерживали кандидата от Прогрессивной партии Винсента Халлинана;
- 1968 — Шарлин Митчелл (Майкл Загарелл), получено 1077 голосов, 0,001 %;
- 1972 — Гэс Холл (Джарвис Тайнер), получено 25 597 голосов, 0,03 %;
- 1976 — Гэс Холл (Джаравис Тайнер), получено 58 709 голосов, 0,07 %;
- 1980 — Гэс Холл (Анджела Дэвис), получено 44 903 голоса, 0,05 %;
- 1984 — Гэс Холл (Анджела Дэвис), получено 36 386 голосов, 0,04 %.